# Péphrasménos
Péphrasménos est un ingénieur militaire et architecte naval de la fin du VIe siècle av. J.-C. et du début du Ve siècle av. J.-C.
Tyrien d'origine, il œuvra à Gadès (Cadix).
Ses travaux connus : bélier à bascule.

## Sources
- Athénée le Mécanicien, Mécanique [lire en ligne]
- Vitruve (X, 13, 2)